# Train (film)
Train is een horrorfilm uit 2008, geregisseerd door Gideon Raffr. De oorspronkelijke bedoeling was dat de productie een remake werd van de horrorfilm Terror Train uit 1980, maar het project werd uiteindelijk een film op zich.

## Plot
Een groep Amerikaanse atleten hebben een belangrijke worstelwedstrijd in Oost-Europa. Enkelen van hen missen hun trein en besluiten om een andere trein te nemen. Hierin komen ze er op den duur achter dat er een sadistische dokter aan boord is die een voor een passagiers om het leven brengt, om vervolgens hun organen te gebruiken voor transplantaties.

## Ontvangst
In de Verenigde Staten waren veel mensen geschokt door enkele beelden uit de film. Hierdoor moest de film na première met 27 minuten verkort worden. De verwijderde scènes bevatten voornamelijk seksuele handelingen en volgens de toeschouwers te schokkende moorden. Deze beelden zijn na de première eruit geknipt en zijn ook niet aanwezig op de dvd, enkel in Frankrijk is de volledige versie beschikbaar op dvd. Veel kijkers waren van mening, na het zien van de film, dat het een slap aftreksel was van Hostel en Hostel II. Terwijl het echter in eerste instantie een remake van Terror Train moest worden en al geplanned en geschreven was voordat Hostel uitkwam.